# Borovnice (okres Benešov)
Borovnice (Duits: Borownitz of Borownitz bei Flesching) is een Tsjechische gemeente in de regio Midden-Bohemen, en maakt deel uit van het district Benešov.
Borovnice telt 91 inwoners (2025).

## Geschiedenis
De eerste schriftelijke vermelding van het dorp dateert van 1352.
Sinds 1960 is Borovnice ingedeeld bij het district Benešov en sinds 1980 is het dorp onafhankelijk van Čechtice.

## Verkeer en vervoer

### Autowegen
Rondom het dorp loopt weg II/112 die Borovnice verbindt met Benešov, Vlašim, Čechtice en Pelhřimov.

### Spoorlijnen
Er is geen station in de gemeente. 

### Buslijnen
Er zijn twee bushaltes in/bij het dorp:
| Halte              | Lijn(en)    | Traject(en)                                                   | Vervoerder(s) |
| ------------------ | ----------- | ------------------------------------------------------------- | ------------- |
| Borovnice          | 842         | Vlašim - Dolní Kralovice                                      | ČSAD Benešov  |
| Borovnice, Rozchod | 406 842 849 | Pelhřimov - Praag Vlašim - Dolni Kralovice Načeradec - Vlašim | ČSAD Benešov  |

## Bezienswaardigheden
- Petrus- en Pauluskerk;
- Dorpskapel.

## Galerij

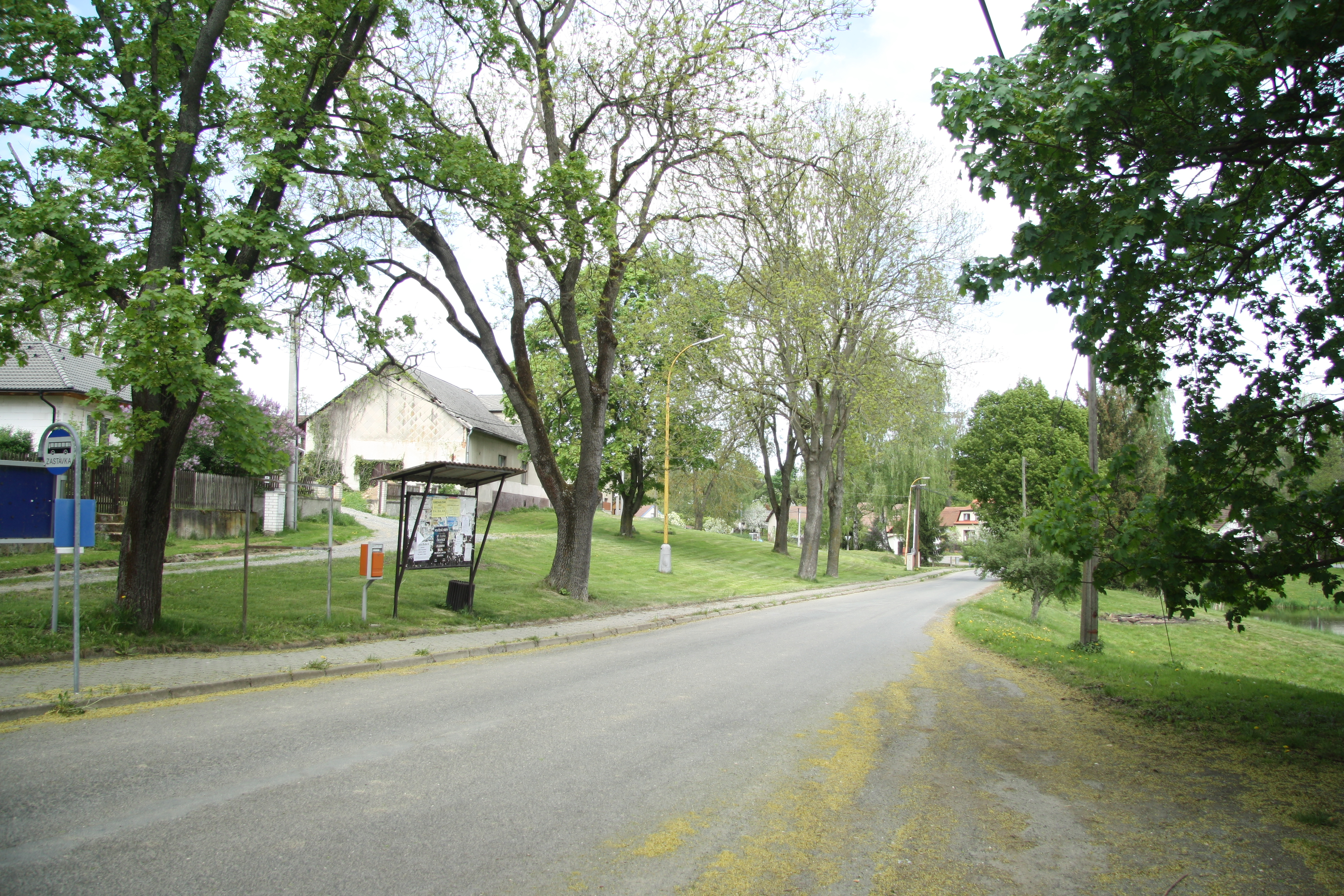
Weg door het dorp (2018)
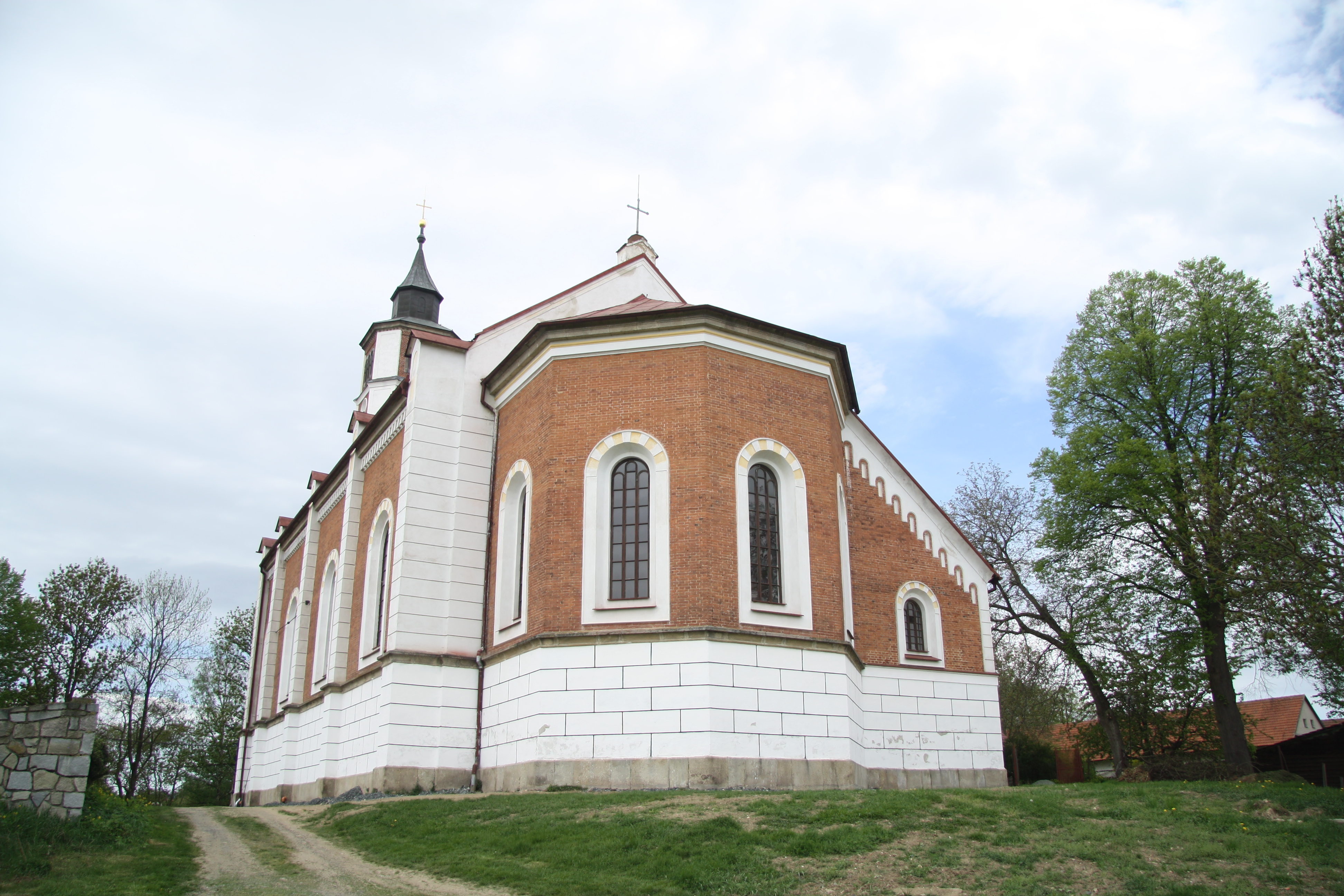
Petrus- en Pauluskerk (achteraanzicht - 2018)
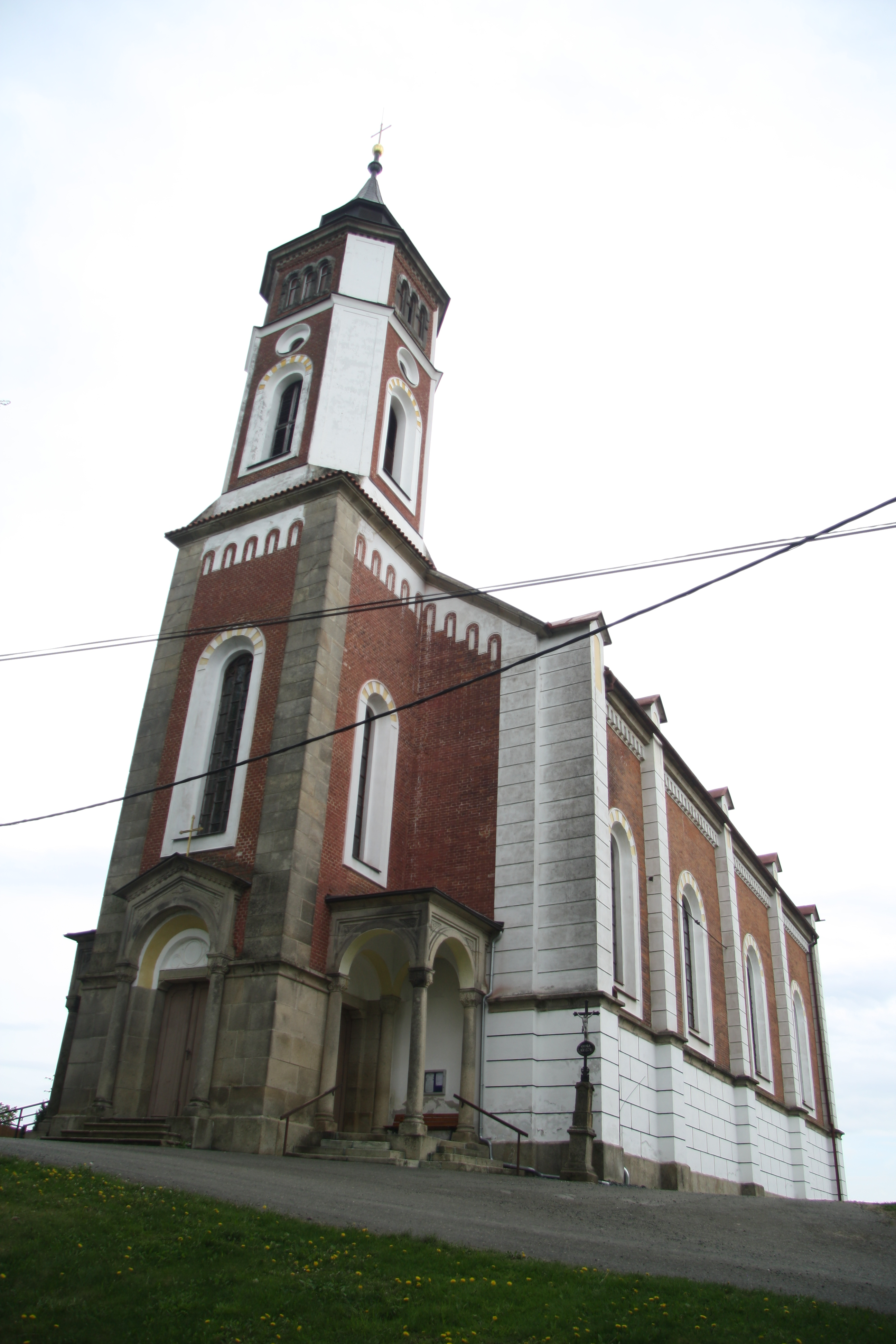
Petrus- en Pauluskerk (vooraanzicht - 2018)
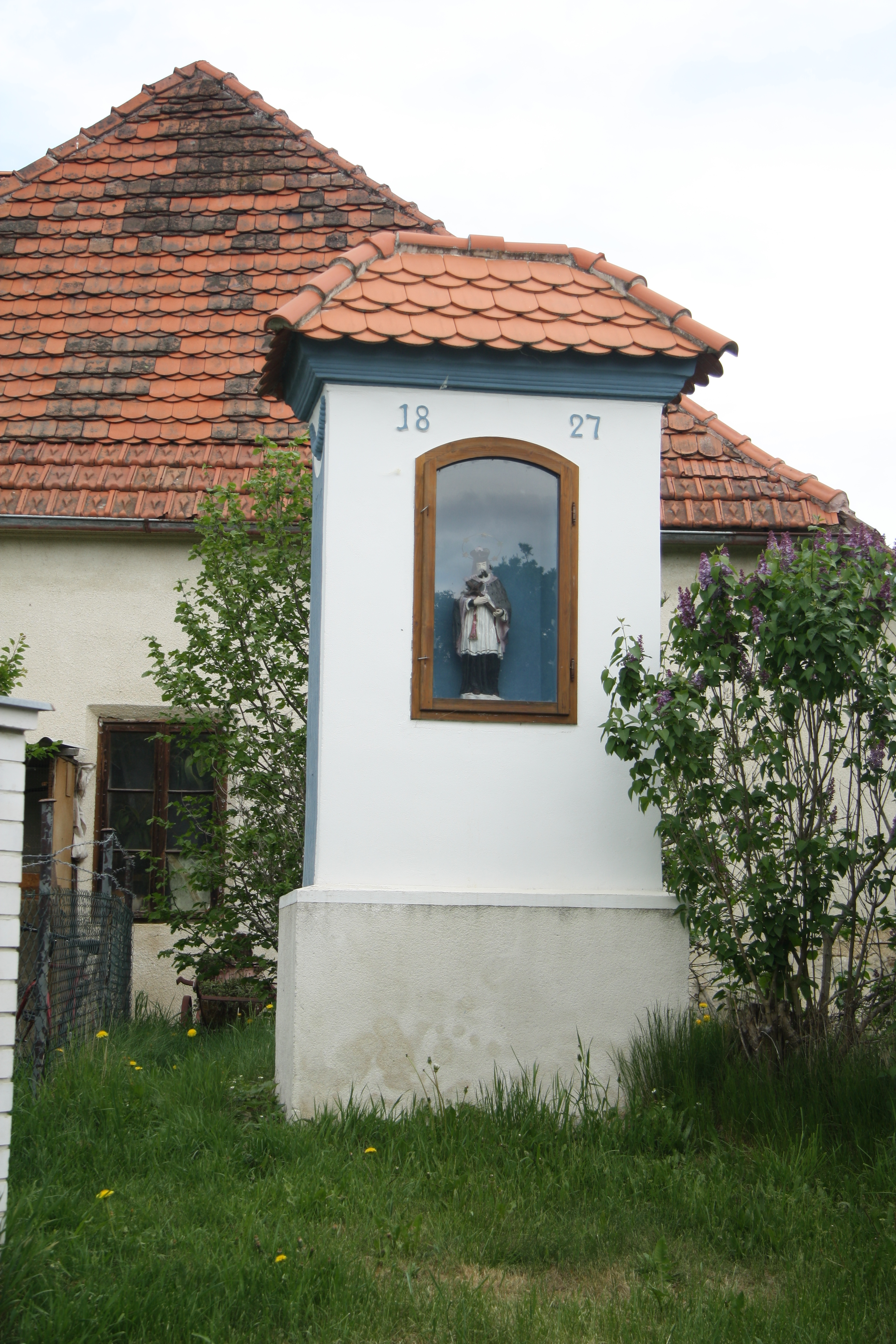
Dorpskapel (2018)